# Радмановац
Радмановац је насељено место на Кордуну, у саставу општине Војнић, Карловачка жупанија, Република Хрватска.

## Историја
Радмановац се од распада Југославије до августа 1995. године налазио у Републици Српској Крајини.

## Становништво
Радмановац је према попису из 2011. године имао 33 становника.

### Број становника по пописима
| Националност   | 2001. | 1991. | 1981. | 1971. | 1961. | 1953. | 1948. | 1931. | 1921. | 1910. | 1900. | 1890. | 1880. | 1869. | 1857. |
| бр. становника | 24    | 72    | 87    | 101   | 98    | 85    | 79    | 148   | 151   | 147   | 132   | 124   | 111   | 103   | 86    |

- напомене:

До 1900. исказивано под именом Радманова Пољана.

### Национални састав
| Националност       | 2001.     | 1991.     | 1981.       | 1971.      | 1961.     |
| Срби               | 24 (100%) | 72 (100%) | 86 (98,85%) | 101 (100%) | 98 (100%) |
| Хрвати             | 0         | 0         | 0           | 0          | 0         |
| Југословени        | 0         | 0         | 0           | 0          | 0         |
| остали и непознато | 0         | 0         | 1 (1,14%)   | 0          | 0         |
| Укупно             | 24        | 72        | 87          | 101        | 98        |